# Vilma Mönckeberg-Kollmar
Vilma Mönckeberg-Kollmar (* 29. Juli 1892 in Wien; † 4. April 1985 in Hamburg; geborene Vilma Pratl) war eine deutsche Literaturwissenschaftlerin, Sprachpädagogin und Rezitatorin aus Hamburg.

## Leben
Am 29. Juli 1892 als Vilma Pratl in Wien geboren, absolvierte sie nach dem Besuch der höheren Mädchenschule in Bromberg und Düsseldorf eine Schauspielausbildung in Berlin. Ihre ersten Bühnenengagements führten sie nach Lüneburg und Hamburg. Während ihres Engagements am Hamburger Schauspielhaus heiratete sie 1913 einen Sohn des Bürgermeisters Johann Georg Mönckeberg, den Juristen Adolph Mönckeberg (1881–1914). Dieser fiel bereits zu Beginn des Ersten Weltkriegs in Flandern noch vor der Geburt ihres gemeinsamen Sohnes Jasper Adolf Mönckeberg (1915–1942), welcher im Zweiten Weltkrieg in „Russland“ umkam.
Nach dem Krieg ging sie die Ehe mit dem Unternehmer, Kunstsammler und Maler Wilhelm Kollmar ein.
Vilma Mönckeberg-Kollmar war aktiv in der katholischen Jugendbewegung Quickborn. 1924 war sie Dozentin für Vortragskunst an der Westfälischen Akademie für Bewegung, Sprache und Musik.

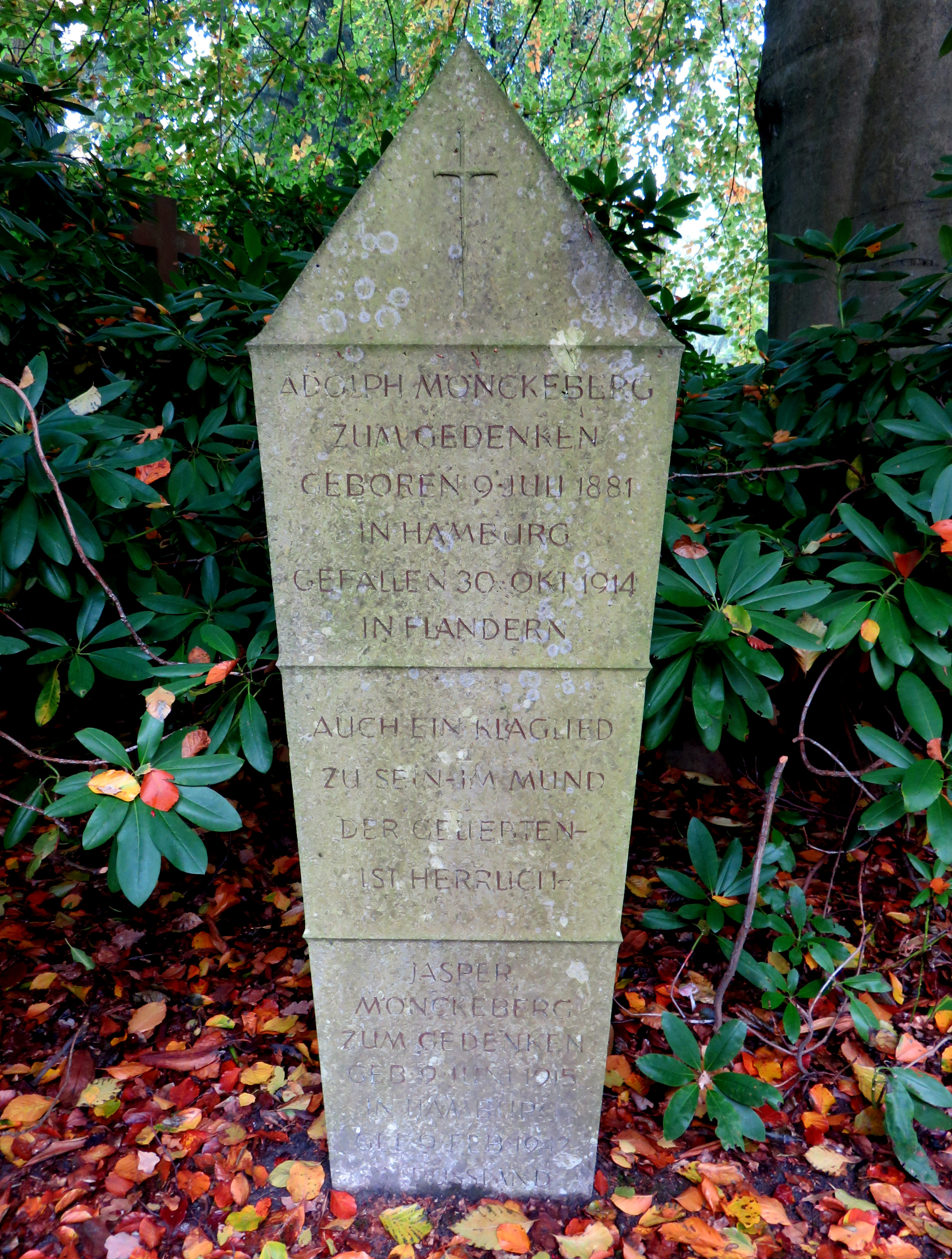
Gedenkstein Adolph und Jasper Mönckeberg, Familiengrabstätte Mönckeberg, Friedhof Ohlsdorf

Vor allem nach 1945 wurde sie bekannt mit sprach- und literaturwissenschaftlichen Veröffentlichungen und mit Vorträgen, bei denen sie Märchen rezitierte und analysierte. Die von ihr gesammelten Märchen hatte sie 1924 und 1930 in zwei Bänden herausgegeben. Auch im Bereich der Lyrikwiedergabe war Mönckeberg-Kollmar von Fachleuten anerkannt. Die Hölderlin-Gesellschaft veröffentlichte ihre Hölderlin-Rezitationen 1977 auf Schallplatte und griff dabei sowohl auf historische wie auf neue Aufnahmen mit der Rezitatorin zurück.
Vilma Mönckeberg-Kollmar wurde auf dem Blankeneser Friedhof beigesetzt, die Grabstätte wurde bereits aufgelassen. Durch Senatsbeschluss vom 13. Dezember 2022 wurde ihr zusätzlich zu ihrem Schwiegervater Johann Georg Mönckeberg die in der Hamburger Innenstadt gelegene Mönckebergstraße gewidmet.

## Schriften
- Die Erzählung von der Weihnachtskrippe. [Mit eingedruckten farbigen Bildern von Else Wenz-Viëtor] (= Nürnberger Bilderbücher. Nr. 26). Stalling, Oldenburg i. O. 1924 (7. Auflage 1925, DNB 580751597).
  - Neuausgabe: Lappan, Oldenburg 2010, ISBN 978-3-8303-1163-8 [u. ö.].
- Die Geburt des Jesulein. Ein Reigenspiel für Weihnacht. Bearbeitet nach einem hessischen Krippenspiel und alten Liedern. Musik von Friedrich Kosanke. Bühnenvolksbund, Berlin 1926, DNB 576311677.
- Sprache und Technik. In: Leo Kestenberg (Hrsg.): Kunst und Technik. Volksverband der Bücherfreunde, Wegweiser-Verlag, Berlin 1930, S. 183–196, DNB 574512284  (digitale Version: epOs-Music, Osnabrück 1999).
- Die schöpferischen Kräfte des Theaters nach dem Weltkrieg. Hansischer Gildenverlag, Hamburg 1946, DNB 453423566.
- Der Klangleib der Dichtung. Claaßen & Goverts, Hamburg 1946, DNB 453423558.
  - Neuausgabe: Der Klangleib der Dichtung (= Textura. Nr. 7). Langewiesche-Brandt, Ebenhausen bei München 1981, ISBN 3-7846-0507-9.
- Blankenese. Hamburgische Bücherei, Hamburg 1949, DNB 453423531.
- Das Märchen und unsere Welt. Erfahrungen und Einsichten. Diederichs, Düsseldorf 1972, ISBN 3-424-00456-1.

Herausgeberschaft
- Die Märchentruhe. 45 Märchen. Mit Bildern von Sulamith Wülfing. Stalling, Oldenburg i. D. 1924 (2. Auflage 1925, DNB 366846337 [mit Inhaltsverzeichnis]).
  - Neuausgabe: Die Märchentruhe. 110 Märchen gesammelt von Vilma Mönckeberg-Kollmar. Mit 11 Bildern gemalt von Lilo Fromm. Ellermann, München 1968, DNB 821258192 [8. Auflage 1990, ISBN 3-7707-6036-0].
  - Neu zusammengestellt und mit einem Nachwort von Felicitas Betz. Mit Bildern von Else Wenz-Viëtor. Ellermann, Hamburg 1997, ISBN 3-7707-3053-4.
- Die neue Märchentruhe. [Mit vier farbigen ganzseitigen Vollbildern und vielen eingedruckten Schwarzweiß-Zeichnungen von Hans Lang.] Stalling, Oldenburg i. O. 1930, DNB 576311685 (mit Inhaltsverzeichnis).
  - Neuausgabe als: Das goldene Schloss. Der Märchentruhe zweiter Teil. Mit Bildern von Lilo Fromm. Ellermann, München 1981, ISBN 3-7707-6202-9.
- Lisa Tetzner: Aus der Welt des Märchens. Aus dem Nachlass zusammengestellt und bearbeitet von Vilma Mönckeberg-Kollmar. Aschendorff, Münster 1965, DNB 455028478.
- Märchen aus aller Welt. Für Kinder zusammengestellt von Vilma Mönckeberg-Kollmar. Mit Bildern von Marie-Luise Pricken und Stefan Lemke. Agentur des Rauhen Hauses, Hamburg 1968, DNB 457484209.